# Bộ cắm dây

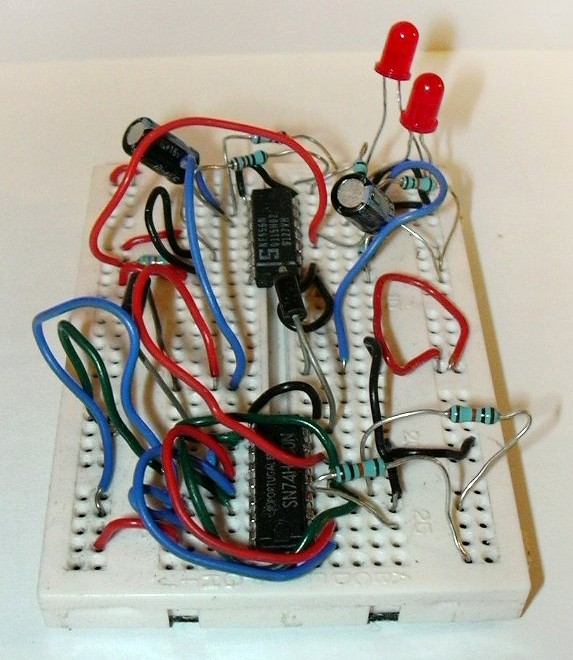
Bộ cắm dây với một mạch đầy đủ

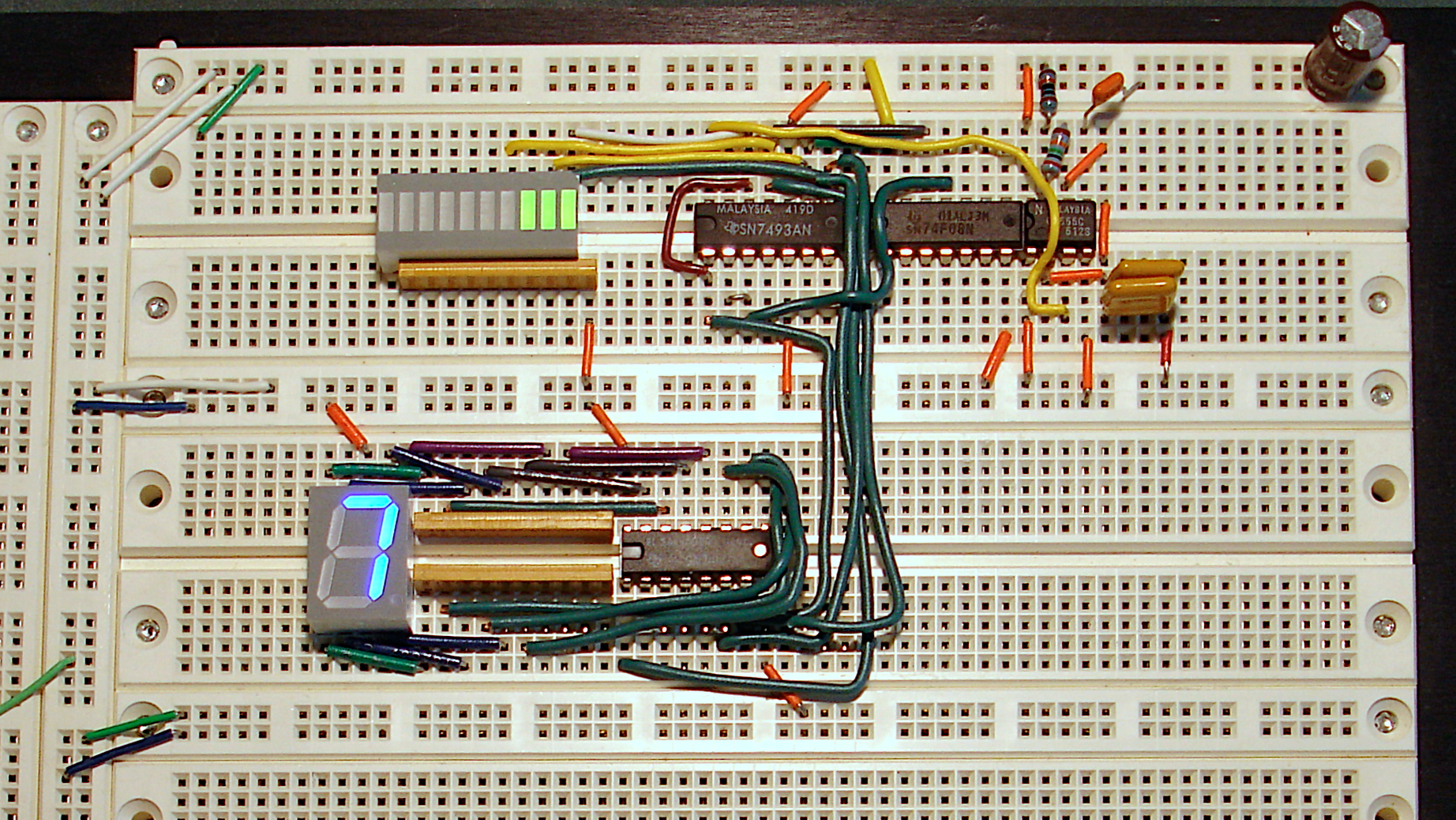
Một máy đếm nhị phân được thiết kế trên một bộ cắm dây

Bộ cắm dây (tiếng Anh: breadboard, protoboard) là một loại dây cắm xuất xứ từ Anh] dùng để tạo mẫu những mạch điện tử. Danh từ này thường dùng để diễn tả những mạch không cần sử dụng mỏ hàn.
Vì bộ cắm dây không dùng những mối hàn nên nó có thể sử dụng lại trong nhiều lần thí nghiệm. Do đó rất dễ tạo ra những nguyên mẫu tạm thời và thí nghiệm với những mạch điện. Nhiều hệ thống điện tử có thể tạo ra dùng bộ cắm dây: từ những mạch tương tự hay mạch số, cho đến nguyên cả một CPU.
Loại bộ cắm dây thường dùng nhất hiện nay làm bằng nhựa trắng và có nhiều lỗ để cắm dây. Nó được sáng chế bởi Ronald J Portugal (làm việc cho hãng EI Instruments Inc.) vào năm 1971.